# Барби и диамантеният дворец
„Барби и диамантеният дворец“ (на английски: Barbie and the Diamond Castle) е американски анимационен филм от 2008 г. Той е деветият филм от поредицата Барби. Филмът излиза на DVD през 9 септември 2008 г.

## Синхронен дублаж

### Озвучаващи артисти
| Роля                              | Изпълнител          |
| --------------------------------- | ------------------- |
| Лиана/Барби                       | Христина Ибришимова |
| Лиана (песни)                     | Любена Нинова       |
| Алекса/Тереза                     | Биляна Петринска    |
| Тереза (песни)                    | Антоанета Георгиева |
| Мелъди/Стейси                     | Вилма Карталска     |
| Мелъди (песни)                    | Весела Делчева      |
| Лидия/Лидия (песни)               | Милица Гладнишка    |
| Иън/Иън (песни)                   | Ненчо Балабанов     |
| Джереми                           | Илиян Пенев         |
| Джереми (песни)                   | Камен Асенов        |
| Слайдър/Кръчмар                   | Стефан Сърчаджиев   |
| Трол/Иконом                       | Христо Узунов       |
| Дори/Федра/Прислужница/Стара жена | Антония Драгова     |

### Екип
| Обработка           | Арс Диджитал Студио      |
| ------------------- | ------------------------ |
| Преводач            | Ани Бахчеванова          |
| Режисьор на диалога | Богдан Богданов          |
| Музикален режисьор  | Десислава Софранова      |
| Звукорежисьор       | Георги Цветков           |
| Мишунг              | Благомир Алексиев – Миро |